# Charles Howard Curran
Charles Howard Curran (* 20. März 1894 in Orillia, Ontario; † 23. Januar 1972 in Leesburg, Florida), manchmal auch C. Howard Curran oder Howard C. Curran geschrieben, war ein kanadischer Entomologe. Sein Forschungsschwerpunkt waren die Zweiflügler (Diptera).

## Leben
Currans Großvater, Vater und einer seiner Onkel waren Zeitungsredakteure. Sein Vater nahm 1897 am Klondike-Goldrausch teil und kehrte 1904 mit etwa 30 Gramm Gold zurück.
Curran interessierte sich schon früh für die Natur und zog im Alter von sechs oder sieben Jahren Raupen auf. Mit einem seiner Brüder baute er eine Insektensammlung auf und wurde dabei von der University of Minnesota in Form von Insektennadeln und entomologischen Dokumenten unterstützt. Mit 12 Jahren brach er die Schule ab und begann eine Lehre in der Fabrik seines Vaters, der die Orillia News druckte. Im Alter von 15 Jahren zog er aus seinem Elternhaus aus und arbeitete bei Enterprise, einer Zeitung aus Yorktown, sowie bei The News, einer Zeitung in Wadena.
Curran wurde in der Landwirtschaftsschule von Ontario ausgebildet, wo er mit dem Entomologen Charles James Stewart Bethune (1838–1932) zusammentraf. Dieser ermutigte ihn, Zweiflügler zu studieren. Während des Ersten Weltkriegs schloss er sich 1916 der Canadian Expeditionary Force an, wo er seinen Dienst als Kanonier leistete. Hierbei wurde er am 1. September 1918 verwundet. Im Jahr 1920 veröffentlichte er einen Artikel über Zweiflügler, die während des Krieges in Frankreich und Großbritannien gesammelt wurden, in dem er bemerkte:

„Many flies, especially belonging to the Syrphini, were observed on the edges of the trenches, even where gas was used freely. Deutsch: Viele Fliegen, insbesondere die der Syrphini, wurden an den Rändern der Gräben beobachtet, selbst dort, wo Gas frei verwendet wurde.“

Nach dem Krieg arbeitete er ab 1919 als Assistent in der Abteilung für Entomologie an der Biologischen Station Vineland. Im Jahr 1922 erhielt er vom Ontario Agricultural College (heute University of Guelph) seinen Bachelor of Science in den Agrarwissenschaften. Im Dezember 1921 erhielt er ein Stipendium von der University of Kansas. Sein Forschungsthema waren die Schwebfliegen (Syrphidae). Im Jahr 1923 graduierte er zum Master of Science mit der Dissertation Contribution to a monography of the American Syrphidae from north of Mexico.
Von 1923 bis 1928 arbeitete er als Zweiflügler-Spezialist für den Entomologischen Dienst von Kanada. Im Jahr 1928 wurde er vom American Museum of Natural History als Assistenzkurator und dann von 1948 bis zu seiner Pensionierung 1960 als Kurator eingestellt. Nach seiner Pensionierung 1960 wurde er zum emeritierten Kurator ernannt. Im Jahr 1931 übertrug er dieser Institution seine Sammlung: Sie enthält 10.000 Exemplare, die etwa 1700 Arten repräsentieren, darunter 400 Typusexemplare.
Im Jahr 1933 promovierte er an der Universität Montreal mit einer Dissertation über die Familien und Gattungen der nordamerikanischen Zweiflügler. 1936 war er Vizepräsident der New York Entomological Society, im Jahr darauf Präsident.